# Campeonato Argentino de Futebol de 2021 – Segunda Divisão
A Segunda Divisão do Campeonato Argentino de Futebol de 2021, também conhecida como Primera Nacional de 2021 ou Primera "B" Nacional de 2021, é a 37.ª edição da Primera Nacional (antiga Primera B Nacional), campeonato de clubes equivalente à segunda divisão profissional do futebol argentino (a 3.ª com o nome de Primera Nacional). O certame é organizado pela Associação do Futebol Argentino (AFA), entidade máxima do futebol na Argentina, começou em 12 de março de 2021 e tem término previsto para dezembro de 2021. A competição é disputada por 35 equipes: 30 delas que permaneceram da temporada de 2020, duas promovidas do Torneo Federal A de 2020 e três da Primera B de 2020.

## Regulamento
As 35 equipes estão divididas em dois grupos, um de 17 equipes e outro de 18 equipes, onde irão enfrentar as outras equipes do seu grupo em jogos de ida e volta (turno e returno) no sistema de pontos corridos, num total de 34 rodadas. O melhor time do Grupo A e o do B disputarão uma partida final em campo neutro para decidir o campeão da segunda divisão e a primeira equipe promovida à primeira divisão de 2022. As equipes colocadas do segundo ao quarto lugar em cada grupo junto com o perdedor da final do campeonato jogarão um torneio eliminatório ("mata-mata") denominado Torneo Reducido pela segunda e última promoção para a divisão de elite de 2022. Nenhuma equipe será rebaixada para a Primera B ou ao Torneo Federal A nesta temporada.

## Participantes
| Equipe                  | Cidade                | Província           | Estádio (mando)                       | Capacidade |
| ----------------------- | --------------------- | ------------------- | ------------------------------------- | ---------- |
| Agropecuario Argentino  | Carlos Casares        | Buenos Aires        | Ofelia Rosenzuaig                     | 5 00000    |
| All Boys                | Buenos Aires          | Cidade Autônoma     | Islas Malvinas                        | 16 50000   |
| Almagro                 | José Ingenieros       | Buenos Aires        | Tres de Febrero                       | 21 00000   |
| Almirante Brown         | Isidro Casanova       | Buenos Aires        | Fragata Presidente Sarmiento          | 27 61000   |
| Alvarado                | Mar del Plata         | Buenos Aires        | José María Minella                    | 35 35400   |
| Atlanta                 | Buenos Aires          | Cidade Autônoma     | Don León Kolbowsky                    | 18 00000   |
| Atlético de Rafaela     | Rafaela               | Santa Fe            | Nuevo Monumental                      | 16 00000   |
| Barracas Central        | Buenos Aires          | Cidade Autônoma     | Claudio Chiqui Tapia                  | 4 40000    |
| Belgrano                | Córdoba               | Córdoba             | Julio César Villagra                  | 29 57600   |
| Brown                   | Adrogué               | Buenos Aires        | Lorenzo Arandilla                     | 45 00000   |
| Chacarita Juniors       | Villa Maipú           | Buenos Aires        | Chacarita Juniors                     | 13 26000   |
| Defensores de Belgrano  | Buenos Aires          | Cidade Autônoma     | Juan Pasquale                         | 8 30000    |
| Deportivo Maipú         | Maipú                 | Mendoza             | Cruzado                               | 9 50000    |
| Deportivo Morón         | Morón                 | Buenos Aires        | Nuevo Francisco Urbano                | 32 00000   |
| Deportivo Riestra       | Buenos Aires          | Cidade Autônoma     | Guillermo Laza                        | 3 00000    |
| Estudiantes             | Caseros               | Buenos Aires        | Ciudad de Caseros                     | 16 74000   |
| Estudiantes             | Río Cuarto            | Córdoba             | Estádio de Río Cuarto Antonio Candini | 11 00000   |
| Ferro Carril Oeste      | Buenos Aires          | Cidade Autônoma     | Arquitecto Ricardo Etcheverry         | 24 44200   |
| Gimnasia y Esgrima      | San Salvador de Jujuy | Jujuy               | 23 de Agosto                          | 23 00000   |
| Gimnasia y Esgrima      | Mendoza               | Mendoza             | Víctor Antonio Legrotaglie            | 11 50000   |
| Güemes                  | Santiago del Estero   | Santiago del Estero | Arturo Miranda                        | 2 00000    |
| Guillermo Brown         | Puerto Madryn         | Chubut              | Raúl Conti                            | 8 50000    |
| Independiente Rivadavia | Mendoza               | Mendoza             | Bautista Gargantini                   | 20 00000   |
| Instituto               | Córdoba               | Córdoba             | Juan Domingo Perón                    | 26 53500   |
| Mitre                   | Santiago del Estero   | Santiago del Estero | Doctores José y Antonio Castiglione   | 10 50000   |
| Nueva Chicago           | Buenos Aires          | Cidade Autônoma     | República de Mataderos                | 29 00000   |
| Quilmes                 | Quilmes               | Buenos Aires        | Centenario Ciudad de Quilmes          | 30 20000   |
| Ramón Santamarina       | Tandil                | Buenos Aires        | Municipal General San Martín          | 8 76200    |
| San Martín              | San Juan              | San Juan            | Hilario Sánchez                       | 19 00000   |
| San Martín              | San Miguel de Tucumán | Tucumán             | La Ciudadela                          | 20 00000   |
| San Telmo               | Dock Sud              | Buenos Aires        | Dr. Osvaldo Baletto                   | 7 50000    |
| Temperley               | Turdera               | Buenos Aires        | Alfredo Beranger                      | 19 50000   |
| Tigre                   | Victoria              | Buenos Aires        | Coliseo de Victoria                   | 28 68400   |
| Tristán Suárez          | Tristán Suárez        | Buenos Aires        | 20 de Octubre                         | 13 50000   |
| Villa Dálmine           | Campana               | Buenos Aires        | El Coliseo de Mitre y Puccini         | 12 00000   |

| Fonte: AFA (em castelhano) e Soccerway. |

## Temporada Regular

### Classificação do Grupo A
| Pos | Equipe                 | Pts | J  | V  | E  | D  | GP | GC | SG  | Classificação                        |
| --- | ---------------------- | --- | -- | -- | -- | -- | -- | -- | --- | ------------------------------------ |
| 1   | Tigre                  | 43  | 23 | 12 | 7  | 4  | 34 | 15 | +19 | Classificado para a Final            |
| 2   | Almirante Brown        | 43  | 22 | 13 | 4  | 5  | 28 | 20 | +8  | Classificados para o Torneo Reducido |
| 3   | San Martín (T)         | 41  | 23 | 11 | 8  | 4  | 26 | 14 | +12 | Classificados para o Torneo Reducido |
| 4   | Quilmes                | 36  | 22 | 10 | 6  | 6  | 31 | 22 | +9  | Classificados para o Torneo Reducido |
| 5   | Belgrano               | 35  | 22 | 10 | 5  | 7  | 23 | 17 | +6  |                                      |
| 6   | Gimnasia y Esgrima (M) | 35  | 22 | 10 | 5  | 7  | 25 | 21 | +4  |                                      |
| 7   | Alvarado               | 33  | 23 | 9  | 6  | 8  | 23 | 22 | +1  |                                      |
| 8   | Agropecuario Argentino | 31  | 22 | 8  | 7  | 7  | 21 | 19 | +2  |                                      |
| 9   | Atlanta                | 29  | 22 | 7  | 8  | 7  | 18 | 21 | −3  |                                      |
| 10  | Deportivo Riestra      | 28  | 23 | 8  | 4  | 11 | 26 | 27 | −1  |                                      |
| 11  | Deportivo Maipú        | 25  | 22 | 7  | 4  | 11 | 17 | 24 | −7  |                                      |
| 12  | Estudiantes (RC)       | 24  | 22 | 4  | 12 | 6  | 15 | 17 | −2  |                                      |
| 13  | Temperley              | 24  | 22 | 6  | 6  | 10 | 18 | 28 | −10 |                                      |
| 14  | Chacarita Juniors      | 24  | 22 | 6  | 6  | 10 | 25 | 36 | −11 |                                      |
| 15  | Estudiantes (BA)       | 23  | 23 | 4  | 11 | 8  | 18 | 23 | −5  |                                      |
| 16  | Mitre (SdE)            | 22  | 22 | 5  | 7  | 10 | 21 | 29 | −8  |                                      |
| 17  | Nueva Chicago          | 15  | 21 | 3  | 6  | 12 | 15 | 29 | −14 |                                      |

### Classificação do Grupo B
| Pos | Equipe                  | Pts | J  | V  | E  | D  | GP | GC | SG | Classificação                        |
| --- | ----------------------- | --- | -- | -- | -- | -- | -- | -- | -- | ------------------------------------ |
| 1   | Barracas Central        | 40  | 24 | 10 | 10 | 4  | 27 | 23 | +4 | Classificado para a Final            |
| 2   | Brown                   | 38  | 24 | 10 | 8  | 6  | 28 | 19 | +9 | Classificados para o Torneo Reducido |
| 3   | Güemes (SdE)            | 38  | 24 | 9  | 11 | 4  | 26 | 20 | +6 | Classificados para o Torneo Reducido |
| 4   | Independiente Rivadavia | 36  | 24 | 8  | 12 | 4  | 30 | 23 | +7 | Classificados para o Torneo Reducido |
| 5   | Deportivo Morón         | 36  | 24 | 11 | 3  | 10 | 27 | 26 | +1 |                                      |
| 6   | Tristán Suárez          | 33  | 24 | 9  | 6  | 9  | 34 | 30 | +4 |                                      |
| 7   | Defensores de Belgrano  | 33  | 24 | 7  | 12 | 5  | 24 | 22 | +2 |                                      |
| 8   | Ferro Carril Oeste      | 33  | 24 | 8  | 9  | 7  | 22 | 21 | +1 |                                      |
| 9   | Gimnasia y Esgrima (J)  | 33  | 24 | 8  | 9  | 7  | 21 | 22 | −1 |                                      |
| 10  | Almagro                 | 33  | 24 | 9  | 6  | 9  | 27 | 29 | −2 |                                      |
| 11  | San Martín (SJ)         | 29  | 24 | 7  | 8  | 9  | 28 | 28 | 0  |                                      |
| 12  | San Telmo               | 29  | 24 | 6  | 11 | 7  | 28 | 34 | −6 |                                      |
| 13  | Instituto               | 28  | 24 | 5  | 13 | 6  | 23 | 27 | −4 |                                      |
| 14  | All Boys                | 27  | 24 | 6  | 9  | 9  | 20 | 21 | −1 |                                      |
| 15  | Atlético de Rafaela     | 26  | 24 | 6  | 8  | 10 | 23 | 25 | −2 |                                      |
| 16  | Ramón Santamarina       | 25  | 24 | 5  | 10 | 9  | 20 | 25 | −5 |                                      |
| 17  | Guillermo Brown         | 24  | 24 | 4  | 12 | 8  | 18 | 25 | −7 |                                      |
| 18  | Villa Dálmine           | 22  | 24 | 3  | 13 | 8  | 13 | 19 | −6 |                                      |

### Resultados do Grupo A
| Rodada 1               | Rodada 1  | Rodada 1         | Rodada 1                   | Rodada 1    | Rodada 1 |
| Mandante               | Resultado | Visitante        | Estádio                    | Data        | Hora     |
| ---------------------- | --------- | ---------------- | -------------------------- | ----------- | -------- |
| Nueva Chicago          | 1 – 2     | Mitre (SdE)      | República de Mataderos     | 12 de março | 20:10    |
| Gimnasia y Esgrima (M) | 2 – 0     | Agropecuario     | Víctor Antonio Legrotaglie | 13 de março | 17:30    |
| Almirante Brown        | 2 – 1     | Estudiantes (BA) | Fragata Sarmiento          | 13 de março | 19:10    |
| Belgrano               | 2 – 1     | Tigre            | Gigante de Alberdi         | 13 de março | 21:15    |
| Estudiantes (RC)       | 1 – 1     | Deportivo Maipú  | Antonio Candini            | 14 de março | 18:00    |
| San Martín (T)         | 0 – 0     | Alvarado         | La Ciudadela               | 14 de março | 19:00    |
| Deportivo Riestra      | 0 – 1     | Quilmes          | Guillermo Laza             | 15 de março | 17:10    |
| Chacarita Juniors      | 0 – 1     | Atlanta          | Chacarita Juniors          | 16 de março | 21:10    |
| Folga: Temperley       |           |                  |                            |             |          |

| Rodada 2                 | Rodada 2  | Rodada 2               | Rodada 2                            | Rodada 2    | Rodada 2 |
| Mandante                 | Resultado | Visitante              | Estádio                             | Data        | Hora     |
| ------------------------ | --------- | ---------------------- | ----------------------------------- | ----------- | -------- |
| Estudiantes (BA)         | 1 – 1     | San Martín (T)         | Ciudad de Caseros                   | 20 de março | 16:00    |
| Alvarado                 | 0 – 1     | Belgrano               | José María Minella                  | 20 de março | 17:00    |
| Deportivo Maipú          | 0 – 1     | Temperley              | Omar Higinio Sperdutti              | 21 de março | 17:30    |
| Agropecuario             | 1 – 1     | Estudiantes (RC)       | Ofelia Rosenzuaig                   | 21 de março | 18:00    |
| Quilmes                  | 0 – 1     | Gimnasia y Esgrima (M) | Centenario Ciudad de Quilmes        | 21 de março | 19:00    |
| Mitre (SdE)              | 3 – 2     | Almirante Brown        | Doctores José y Antonio Castiglione | 21 de março | 21:30    |
| Atlanta                  | 0 – 0     | Nueva Chicago          | Don León Kolbowsky                  | 22 de março | 15:35    |
| Tigre                    | 3 – 0     | Deportivo Riestra      | Monumental de Victoria              | 22 de março | 21:30    |
| Folga: Chacarita Juniors |           |                        |                                     |             |          |

| Rodada 3               | Rodada 3  | Rodada 3          | Rodada 3                   | Rodada 3    | Rodada 3 |
| Mandante               | Resultado | Visitante         | Estádio                    | Data        | Hora     |
| ---------------------- | --------- | ----------------- | -------------------------- | ----------- | -------- |
| Temperley              | 0 – 2     | Agropecuario      | Alfredo Beranger           | 27 de março | 15:30    |
| Belgrano               | 1 – 0     | Estudiantes (BA)  | Gigante de Alberdi         | 27 de março | 19:05    |
| Almirante Brown        | 0 – 1     | Atlanta           | Fragata Sarmiento          | 27 de março | 19:10    |
| Estudiantes (RC)       | 0 – 2     | Quilmes           | Antonio Candini            | 28 de março | 15:10    |
| San Martín (T)         | 1 – 1     | Mitre (SdE)       | La Ciudadela               | 28 de março | 19:00    |
| Gimnasia y Esgrima (M) | 0 – 4     | Tigre             | Víctor Antonio Legrotaglie | 29 de março | 15:00    |
| Deportivo Riestra      | 1 – 0     | Alvarado          | Guillermo Laza             | 29 de março | 15:30    |
| Nueva Chicago          | 1 – 1     | Chacarita Juniors | República de Mataderos     | 30 de março | 19:00    |
| Folga: Deportivo Maipú |           |                   |                            |             |          |

| Rodada 4             | Rodada 4  | Rodada 4               | Rodada 4                            | Rodada 4   | Rodada 4 |
| Mandante             | Resultado | Visitante              | Estádio                             | Data       | Hora     |
| -------------------- | --------- | ---------------------- | ----------------------------------- | ---------- | -------- |
| Estudiantes (BA)     | 2 – 1     | Deportivo Riestra      | Ciudad de Caseros                   | 3 de abril | 15:30    |
| Tigre                | 1 – 0     | Estudiantes (RC)       | Monumental de Victoria              | 3 de abril | 16:30    |
| Agropecuario         | 1 – 1     | Deportivo Maipú        | Ofelia Rosenzuaig                   | 3 de abril | 17:30    |
| Mitre (SdE)          | 1 – 0     | Belgrano               | Doctores José y Antonio Castiglione | 3 de abril | 19:00    |
| Atlanta              | 2 – 1     | San Martín (T)         | Don León Kolbowsky                  | 4 de abril | 14:30    |
| Quilmes              | 2 – 0     | Temperley              | Centenario Ciudad de Quilmes        | 4 de abril | 18:50    |
| Alvarado             | 1 – 2     | Gimnasia y Esgrima (M) | José María Minella                  | 5 de abril | 15:10    |
| Chacarita Juniors    | 2 – 1     | Almirante Brown        | Chacarita Juniors                   | 5 de abril | 21:10    |
| Folga: Nueva Chicago |           |                        |                                     |            |          |

| Rodada 5               | Rodada 5  | Rodada 5          | Rodada 5                   | Rodada 5    | Rodada 5 |
| Mandante               | Resultado | Visitante         | Estádio                    | Data        | Hora     |
| ---------------------- | --------- | ----------------- | -------------------------- | ----------- | -------- |
| Estudiantes (RC)       | 2 – 0     | Alvarado          | Antonio Candini            | 10 de abril | 18:00    |
| Temperley              | 0 – 2     | Tigre             | Alfredo Beranger           | 10 de abril | 18:10    |
| Belgrano               | 2 – 2     | Atlanta           | Gigante de Alberdi         | 10 de abril | 19:05    |
| Deportivo Maipú        | 2 – 1     | Quilmes           | Omar Higinio Sperdutti     | 11 de abril | 16:00    |
| Gimnasia y Esgrima (M) | 3 – 1     | Estudiantes (BA)  | Víctor Antonio Legrotaglie | 11 de abril | 16:00    |
| Deportivo Riestra      | 2 – 0     | Mitre (SdE)       | Guillermo Laza             | 12 de abril | 15:30    |
| Almirante Brown        | 1 – 0     | Nueva Chicago     | Fragata Sarmiento          | 12 de abril | 21:10    |
| San Martín (T)         | 0 – 1     | Chacarita Juniors | La Ciudadela               | 13 de abril | 19:15    |
| Folga: Agropecuario    |           |                   |                            |             |          |

| Rodada 6               | Rodada 6  | Rodada 6               | Rodada 6                            | Rodada 6    | Rodada 6 |
| Mandante               | Resultado | Visitante              | Estádio                             | Data        | Hora     |
| ---------------------- | --------- | ---------------------- | ----------------------------------- | ----------- | -------- |
| Alvarado               | 1 – 0     | Temperley              | José María Minella                  | 15 de abril | 21:10    |
| Atlanta                | 2 – 2     | Deportivo Riestra      | Don León Kolbowsky                  | 18 de abril | 14:00    |
| Estudiantes (BA)       | 0 – 0     | Estudiantes (RC)       | Ciudad de Caseros                   | 18 de abril | 15:00    |
| Nueva Chicago          | 0 – 1     | San Martín (T)         | República de Mataderos              | 19 de abril | 15:10    |
| Tigre                  | 1 – 0     | Deportivo Maipú        | Monumental de Victoria              | 19 de abril | 17:10    |
| Quilmes                | 0 – 0     | Agropecuario           | Centenario Ciudad de Quilmes        | 19 de abril | 19:30    |
| Chacarita Juniors      | 2 – 0     | Belgrano               | Chacarita Juniors                   | 19 de abril | 21:10    |
| Mitre (SdE)            | 1 – 2     | Gimnasia y Esgrima (M) | Doctores José y Antonio Castiglione | 20 de abril | 21:10    |
| Folga: Almirante Brown |           |                        |                                     |             |          |

| Rodada 7               | Rodada 7  | Rodada 7          | Rodada 7                   | Rodada 7    | Rodada 7 |
| Mandante               | Resultado | Visitante         | Estádio                    | Data        | Hora     |
| ---------------------- | --------- | ----------------- | -------------------------- | ----------- | -------- |
| Temperley              | 3 – 2     | Estudiantes (BA)  | Alfredo Beranger           | 24 de abril | 15:30    |
| Deportivo Maipú        | 1 – 0     | Alvarado          | Omar Higinio Sperdutti     | 25 de abril | 15:45    |
| Belgrano               | 0 – 0     | Nueva Chicago     | Gigante de Alberdi         | 25 de abril | 16:00    |
| Gimnasia y Esgrima (M) | 1 – 2     | Atlanta           | Víctor Antonio Legrotaglie | 26 de abril | 14:00    |
| Deportivo Riestra      | 4 – 0     | Chacarita Juniors | Guillermo Laza             | 26 de abril | 15:05    |
| Agropecuario           | 0 – 0     | Tigre             | Ofelia Rosenzuaig          | 26 de abril | 16:00    |
| Estudiantes (RC)       | 2 – 1     | Mitre (SdE)       | Antonio Candini            | 26 de abril | 18:00    |
| San Martín (T)         | 2 – 2     | Almirante Brown   | La Ciudadela               | 26 de abril | 18:00    |
| Folga: Quilmes         |           |                   |                            |             |          |

| Rodada 8              | Rodada 8  | Rodada 8               | Rodada 8                            | Rodada 8    | Rodada 8 |
| Mandante              | Resultado | Visitante              | Estádio                             | Data        | Hora     |
| --------------------- | --------- | ---------------------- | ----------------------------------- | ----------- | -------- |
| Estudiantes (BA)      | 2 – 1     | Deportivo Maipú        | Ciudad de Caseros                   | 30 de abril | 17:10    |
| Almirante Brown       | 1 – 0     | Belgrano               | Fragata Sarmiento                   | 2 de maio   | 14:10    |
| Nueva Chicago         | 2 – 3     | Deportivo Riestra      | República de Mataderos              | 3 de maio   | 15:00    |
| Chacarita Juniors     | 0 – 4     | Gimnasia y Esgrima (M) | Chacarita Juniors                   | 3 de maio   | 15:05    |
| Atlanta               | 1 – 0     | Estudiantes (RC)       | Don León Kolbowsky                  | 3 de maio   | 15:05    |
| Tigre                 | 1 – 0     | Quilmes                | Monumental de Victoria              | 3 de maio   | 17:10    |
| Alvarado              | 2 – 0     | Agropecuario           | José María Minella                  | 3 de maio   | 19:30    |
| Mitre (SdE)           | 1 – 1     | Temperley              | Doctores José y Antonio Castiglione | 3 de maio   | 21:10    |
| Folga: San Martín (T) |           |                        |                                     |             |          |

| Rodada 9               | Rodada 9  | Rodada 9          | Rodada 9                     | Rodada 9   | Rodada 9 |
| Mandante               | Resultado | Visitante         | Estádio                      | Data       | Hora     |
| ---------------------- | --------- | ----------------- | ---------------------------- | ---------- | -------- |
| Deportivo Maipú        | 1 – 1     | Mitre (SdE)       | Omar Higinio Sperdutti       | 7 de maio  | 15:45    |
| Belgrano               | 0 – 1     | San Martín (T)    | Gigante de Alberdi           | 8 de maio  | 14:30    |
| Agropecuario           | 0 – 0     | Estudiantes (BA)  | Ofelia Rosenzuaig            | 9 de maio  | 15:30    |
| Temperley              | 0 – 3     | Atlanta           | Alfredo Beranger             | 9 de maio  | 15:30    |
| Estudiantes (RC)       | 1 – 1     | Chacarita Juniors | Antonio Candini              | 9 de maio  | 18:00    |
| Quilmes                | 3 – 4     | Alvarado          | Centenario Ciudad de Quilmes | 10 de maio | 15:05    |
| Gimnasia y Esgrima (M) | 0 – 1     | Nueva Chicago     | Víctor Antonio Legrotaglie   | 10 de maio | 21:10    |
| Deportivo Riestra      | 1 – 2     | Almirante Brown   | Guillermo Laza               | 11 de maio | 15:10    |
| Folga: Tigre           |           |                   |                              |            |          |

| Rodada 10         | Rodada 10 | Rodada 10              | Rodada 10                           | Rodada 10  | Rodada 10 |
| Mandante          | Resultado | Visitante              | Estádio                             | Data       | Hora      |
| ----------------- | --------- | ---------------------- | ----------------------------------- | ---------- | --------- |
| Chacarita Juniors | 1 – 2     | Temperley              | Chacarita Juniors                   | 14 de maio | 17:10     |
| Estudiantes (BA)  | 0 – 0     | Quilmes                | Ciudad de Caseros                   | 15 de maio | 15:30     |
| Mitre (SdE)       | 1 – 2     | Agropecuario           | Doctores José y Antonio Castiglione | 15 de maio | 21:00     |
| Almirante Brown   | 0 – 2     | Gimnasia y Esgrima (M) | Fragata Sarmiento                   | 16 de maio | 15:00     |
| Atlanta           | 0 – 0     | Deportivo Maipú        | Don León Kolbowsky                  | 17 de maio | 15:00     |
| San Martín (T)    | 2 – 0     | Deportivo Riestra      | La Ciudadela                        | 17 de maio | 16:00     |
| Alvarado          | 1 – 1     | Tigre                  | José María Minella                  | 17 de maio | 21:10     |
| Nueva Chicago     | 1 – 2     | Estudiantes (RC)       | República de Mataderos              | 18 de maio | 18:00     |
| Folga: Belgrano   |           |                        |                                     |            |           |

| Rodada 11              | Rodada 11 | Rodada 11         | Rodada 11                    | Rodada 11   | Rodada 11 |
| Mandante               | Resultado | Visitante         | Estádio                      | Data        | Hora      |
| ---------------------- | --------- | ----------------- | ---------------------------- | ----------- | --------- |
| Quilmes                | 2 – 1     | Mitre (SdE)       | Centenario Ciudad de Quilmes | 21 de maio  | 17:10     |
| Gimnasia y Esgrima (M) | 0 – 0     | San Martín (T)    | Víctor Antonio Legrotaglie   | 9 de junho  | 21:10     |
| Deportivo Maipú        | 1 – 2     | Chacarita Juniors | Omar Higinio Sperdutti       | 10 de junho | 15:00     |
| Deportivo Riestra      | 1 – 1     | Belgrano          | Guillermo Laza               | 10 de junho | 15:00     |
| Tigre                  | 2 – 1     | Estudiantes (BA)  | Monumental de Victoria       | 10 de junho | 18:00     |
| Estudiantes (RC)       | 0 – 0     | Almirante Brown   | Antonio Candini              | 10 de junho | 18:00     |
| Agropecuario           | 1 – 0     | Atlanta           | Ofelia Rosenzuaig            | 10 de junho | 20:10     |
| Temperley              | 1 – 0     | Nueva Chicago     | Alfredo Beranger             | 11 de junho | 18:00     |
| Folga: Alvarado        |           |                   |                              |             |           |

| Rodada 12                | Rodada 12 | Rodada 12              | Rodada 12                           | Rodada 12   | Rodada 12 |
| Mandante                 | Resultado | Visitante              | Estádio                             | Data        | Hora      |
| ------------------------ | --------- | ---------------------- | ----------------------------------- | ----------- | --------- |
| Atlanta                  | 0 – 0     | Quilmes                | Don León Kolbowsky                  | 16 de junho | 15:10     |
| Mitre                    | 4 – 2     | Tigre                  | Doctores José y Antonio Castiglione | 16 de junho | 17:10     |
| San Martin (T)           | 2 – 1     | Estudiantes (RC)       | La Ciudadela                        | 16 de junho | 21:10     |
| Belgrano                 | 0 – 1     | Gimnasia y Esgrima (M) | Gigante de Alberdi                  | 17 de junho | 14:00     |
| Nueva Chicago            | 1 – 2     | Deportivo Maipú        | República de Mataderos              | 17 de junho | 15:00     |
| Chacarita Juniors        | 2 – 2     | Agropecuario           | Chacarita Juniors                   | 17 de junho | 15:00     |
| Estudiantes (BA)         | 1 – 3     | Alvarado               | Ciudad de Caseros                   | 17 de junho | 15:00     |
| Almirante Brown          | 3 – 2     | Temperley              | Fragata Sarmiento                   | 17 de junho | 19:00     |
| Folga: Deportivo Riestra |           |                        |                                     |             |           |

| Rodada 13               | Rodada 13 | Rodada 13         | Rodada 13                    | Rodada 13   | Rodada 13 |
| Mandante                | Resultado | Visitante         | Estádio                      | Data        | Hora      |
| ----------------------- | --------- | ----------------- | ---------------------------- | ----------- | --------- |
| Quilmes                 | 3 – 1     | Chacarita Juniors | Centenario Ciudad de Quilmes | 22 de junho | 17:10     |
| Estudiantes (RC)        | 0 – 1     | Belgrano          | Antonio Candini              | 22 de junho | 19:00     |
| Gimnasia y Esgrima (M)  | 1 – 1     | Deportivo Riestra | Víctor Antonio Legrotaglie   | 22 de junho | 21:10     |
| Temperley               | 0 – 1     | San Martín (T)    | Alfredo Beranger             | 23 de junho | 14:00     |
| Deportivo Maipú         | 0 – 1     | Almirante Brown   | Omar Higinio Sperdutti       | 23 de junho | 15:00     |
| Tigre                   | 1 – 1     | Atlanta           | Monumental de Victoria       | 23 de junho | 16:00     |
| Alvarado                | 3 – 1     | Mitre (SdE)       | José María Minella           | 23 de junho | 19:00     |
| Agropecuario            | 3 – 0     | Nueva Chicago     | Ofelia Rosenzuaig            | 23 de junho | 20:00     |
| Folga: Estudiantes (BA) |           |                   |                              |             |           |

| Rodada 14                     | Rodada 14 | Rodada 14        | Rodada 14                           | Rodada 14   | Rodada 14 |
| Mandante                      | Resultado | Visitante        | Estádio                             | Data        | Hora      |
| ----------------------------- | --------- | ---------------- | ----------------------------------- | ----------- | --------- |
| Chacarita Juniors             | 2 – 2     | Tigre            | Chacarita Juniors                   | 27 de junho | 13:10     |
| Deportivo Riestra             | 0 – 1     | Estudiantes (RC) | Guillermo Laza                      | 28 de junho | 15:00     |
| Nueva Chicago                 | 1 – 1     | Quilmes          | República de Mataderos              | 28 de junho | 15:05     |
| San Martin (T)                | 2 – 0     | Deportivo Maipú  | La Ciudadela                        | 28 de junho | 16:00     |
| Atlanta                       | 0 – 0     | Alvarado         | Don León Kolbowsky                  | 29 de junho | 15:30     |
| Mitre (SdE)                   | 0 – 2     | Estudiantes (BA) | Doctores José y Antonio Castiglione | 29 de junho | 15:30     |
| Almirante Brown               | 2 – 1     | Agropecuario     | Fragata Sarmiento                   | 29 de junho | 19:00     |
| Belgrano                      | 2 – 1     | Temperley        | Gigante de Alberdi                  | 29 de junho | 21:10     |
| Folga: Gimnasia y Esgrima (M) |           |                  |                                     |             |           |

| Rodada 15          | Rodada 15 | Rodada 15              | Rodada 15                    | Rodada 15  | Rodada 15 |
| Mandante           | Resultado | Visitante              | Estádio                      | Data       | Hora      |
| ------------------ | --------- | ---------------------- | ---------------------------- | ---------- | --------- |
| Quilmes            | 3 – 1     | Almirante Brown        | Centenario Ciudad de Quilmes | 4 de julho | 15:00     |
| Deportivo Maipú    | 1 – 2     | Belgrano               | Omar Higinio Sperdutti       | 4 de julho | 15:30     |
| Tigre              | 1 – 0     | Nueva Chicago          | Monumental de Victoria       | 4 de julho | 17:10     |
| Alvarado           | 2 – 1     | Chacarita Juniors      | José María Minella           | 4 de julho | 19:00     |
| Agropecuario       | 0 – 1     | San Martín (T)         | Ofelia Rosenzuaig            | 5 de julho | 15:00     |
| Estudiantes (RC)   | 1 – 1     | Gimnasia y Esgrima (M) | Antonio Candini              | 5 de julho | 15:00     |
| Temperley          | 1 – 0     | Deportivo Riestra      | Alfredo Beranger             | 5 de julho | 15:00     |
| Estudiantes (BA)   | 2 – 1     | Atlanta                | Ciudad de Caseros            | 5 de julho | 15:10     |
| Folga: Mitre (SdE) |           |                        |                              |            |           |

| Rodada 16               | Rodada 16 | Rodada 16        | Rodada 16                  | Rodada 16   | Rodada 16 |
| Mandante                | Resultado | Visitante        | Estádio                    | Data        | Hora      |
| ----------------------- | --------- | ---------------- | -------------------------- | ----------- | --------- |
| Nueva Chicago           | 1 – 1     | Alvarado         | República de Mataderos     | 10 de julho | 15:00     |
| Atlanta                 | 0 – 0     | Mitre (SdE)      | Don León Kolbowsky         | 10 de julho | 15:00     |
| Gimnasia y Esgrima (M)  | 1 – 2     | Temperley        | Víctor Antonio Legrotaglie | 11 de julho | 15:00     |
| Belgrano                | 0 – 1     | Agropecuario     | Gigante de Alberdi         | 11 de julho | 16:00     |
| Almirante Brown         | 1 – 0     | Tigre            | Fragata Sarmiento          | 11 de julho | 17:00     |
| Chacarita Juniors       | 0 – 0     | Estudiantes (BA) | Chacarita Juniors          | 11 de julho | 19:00     |
| Deportivo Riestra       | 0 – 1     | Deportivo Maipú  | Guillermo Laza             | 12 de julho | 15:00     |
| San Martín (T)          | 1 – 2     | Quilmes          | La Ciudadela               | 12 de julho | 21:10     |
| Folga: Estudiantes (RC) |           |                  |                            |             |           |

| Rodada 17        | Rodada 17 | Rodada 17              | Rodada 17                           | Rodada 17   | Rodada 17 |
| Mandante         | Resultado | Visitante              | Estádio                             | Data        | Hora      |
| ---------------- | --------- | ---------------------- | ----------------------------------- | ----------- | --------- |
| Temperley        | 1 – 1     | Estudiantes (RC)       | Alfredo Beranger                    | 16 de julho | 15:00     |
| Alvarado         | 0 – 1     | Almirante Brown        | José María Minella                  | 16 de julho | 19:00     |
| Estudiantes (BA) | 1 – 1     | Nueva Chicago          | Ciudad de Caseros                   | 17 de julho | 18:10     |
| Mitre (SdE)      | 1 – 2     | Chacarita Juniors      | Doctores José y Antonio Castiglione | 18 de julho | 15:30     |
| Agropecuario     | 0 – 1     | Deportivo Riestra      | Ofelia Rosenzuaig                   | 18 de julho | 16:00     |
| Quilmes          | 2 – 3     | Belgrano               | Centenario Ciudad de Quilmes        | 19 de julho | 15:00     |
| Deportivo Maipú  | 0 – 2     | Gimnasia y Esgrima (M) | Bautista Gargantini                 | 19 de julho | 15:10     |
| Tigre            | 0 – 1     | San Martín (T)         | Monumental de Victoria              | 19 de julho | 21:10     |
| Folga: Atlanta   |           |                        |                                     |             |           |

| Rodada 18        | Rodada 18 | Rodada 18              | Rodada 18                    | Rodada 18   | Rodada 18 |
| Mandante         | Resultado | Visitante              | Estádio                      | Data        | Hora      |
| ---------------- | --------- | ---------------------- | ---------------------------- | ----------- | --------- |
| Estudiantes (BA) | 1 – 2     | Almirante Brown        | Ciudad de Caseros            | 24 de julho | 15:00     |
| Alvarado         | 2 – 0     | San Martín (T)         | José María Minella           | 24 de julho | 19:00     |
| Quilmes          | 2 – 1     | Deportivo Riestra      | Centenario Ciudad de Quilmes | 25 de julho | 15:00     |
| Mitre (SdE)      | 1 – 0     | Nueva Chicago          | Único Madre de Ciudades      | 25 de julho | 15:30     |
| Tigre            | 0 – 0     | Belgrano               | Monumental de Victoria       | 25 de julho | 15:50     |
| Agropecuario     | 2 – 0     | Gimnasia y Esgrima (M) | Ofelia Rosenzuaig            | 25 de julho | 16:00     |
| Deportivo Maipú  | 1 – 0     | Estudiantes (RC)       | Omar Higinio Sperdutti       | 26 de julho | 15:00     |
| Atlanta          | 0 – 3     | Chacarita Juniors      | Don León Kolbowsky           | 26 de julho | 15:10     |
| Folga: Temperley |           |                        |                              |             |           |

| Rodada 19                | Rodada 19 | Rodada 19        | Rodada 19                  | Rodada 19   | Rodada 19 |
| Mandante                 | Resultado | Visitante        | Estádio                    | Data        | Hora      |
| ------------------------ | --------- | ---------------- | -------------------------- | ----------- | --------- |
| Temperley                | 0 – 2     | Deportivo Maipú  | Alfredo Beranger           | 31 de julho | 15:00     |
| Deportivo Riestra        | 1 – 3     | Tigre            | Guillermo Laza             | 31 de julho | 15:10     |
| Belgrano                 | 3 – 0     | Alvarado         | Gigante de Alberdi         | 31 de julho | 18:00     |
| Almirante Brown          | 1 – 1     | Mitre (SdE)      | Fragata Sarmiento          | 1 de agosto | 15:00     |
| Gimnasia y Esgrima (M)   | 0 – 3     | Quilmes          | Víctor Antonio Legrotaglie | 1 de agosto | 15:00     |
| Estudiantes (RC)         | 1 – 1     | Agropecuario     | Antonio Candini            | 1 de agosto | 15:00     |
| San Martín (T)           | 0 – 0     | Estudiantes (BA) | La Ciudadela               | 1 de agosto | 15:00     |
| Nueva Chicago            | 1 – 0     | Atlanta          | República de Mataderos     | 2 de agosto | 15:10     |
| Folga: Chacarita Juniors |           |                  |                            |             |           |

| Rodada 20              | Rodada 20 | Rodada 20              | Rodada 20                           | Rodada 20   | Rodada 20 |
| Mandante               | Resultado | Visitante              | Estádio                             | Data        | Hora      |
| ---------------------- | --------- | ---------------------- | ----------------------------------- | ----------- | --------- |
| Quilmes                | 0 – 0     | Estudiantes (RC)       | Centenario Ciudad de Quilmes        | 7 de agosto | 15:00     |
| Alvarado               | 2 – 1     | Deportivo Riestra      | José María Minella                  | 7 de agosto | 19:00     |
| Chacarita Juniors      | 2 – 3     | Nueva Chicago          | Chacarita Juniors                   | 8 de agosto | 14:00     |
| Mitre (SdE)            | 0 – 0     | San Martín (T)         | Doctores José y Antonio Castiglione | 8 de agosto | 15:30     |
| Estudiantes (BA)       | 0 – 0     | Belgrano               | Ciudad de Caseros                   | 8 de agosto | 15:35     |
| Agropecuario           | 1 – 0     | Temperley              | Ofelia Rosenzuaig                   | 8 de agosto | 16:00     |
| Atlanta                | 0 – 1     | Almirante Brown        | Don León Kolbowsky                  | 9 de agosto | 15:05     |
| Tigre                  | 2 – 0     | Gimnasia y Esgrima (M) | Monumental de Victoria              | 9 de agosto | 21:10     |
| Folga: Deportivo Maipú |           |                        |                                     |             |           |

| Rodada 21              | Rodada 21 | Rodada 21         | Rodada 21                  | Rodada 21    | Rodada 21 |
| Mandante               | Resultado | Visitante         | Estádio                    | Data         | Hora      |
| ---------------------- | --------- | ----------------- | -------------------------- | ------------ | --------- |
| Deportivo Maipú        | 2 – 0     | Agropecuario      | Omar Higinio Sperdutti     | 13 de agosto | 15:30     |
| Almirante Brown        | 2 – 1     | Chacarita Juniors | Fragata Sarmiento          | 15 de agosto | 14:00     |
| Gimnasia y Esgrima (M) | 2 – 0     | Alvarado          | Víctor Antonio Legrotaglie | 15 de agosto | 15:30     |
| Temperley              | 2 – 2     | Quilmes           | Alfredo Beranger           | 15 de agosto | 16:00     |
| Belgrano               | 2 – 1     | Mitre (SdE)       | Gigante de Alberdi         | 15 de agosto | 19:30     |
| Deportivo Riestra      | 1 – 0     | Estudiantes (BA)  | Guillermo Laza             | 16 de agosto | 15:00     |
| Estudiantes (RC)       | 0 – 0     | Tigre             | Antonio Candini            | 16 de agosto | 21:10     |
| San Martín (T)         | 3 – 0     | Atlanta           | La Ciudadela               | 17 de agosto | 21:10     |
| Folga: Nueva Chicago   |           |                   |                            |              |           |

| Rodada 22           | Rodada 22 | Rodada 22              | Rodada 22                           | Rodada 22    | Rodada 22 |
| Mandante            | Resultado | Visitante              | Estádio                             | Data         | Hora      |
| ------------------- | --------- | ---------------------- | ----------------------------------- | ------------ | --------- |
| Estudiantes (BA)    | 0 – 0     | Gimnasia y Esgrima (M) | Ciudad de Caseros                   | 21 de agosto | 16:05     |
| Tigre               | 1 – 1     | Temperley              | Monumental de Victoria              | 21 de agosto | 18:10     |
| Chacarita Juniors   | 1 – 3     | San Martín (T)         | Chacarita Juniors                   | 22 de agosto | 12:10     |
| Mitre (SdE)         | 0 – 2     | Deportivo Riestra      | Doctores José y Antonio Castiglione | 22 de agosto | 15:30     |
| Quilmes             | 1 – 0     | Deportivo Maipú        | Centenario Ciudad de Quilmes        | 22 de agosto | 16:00     |
| Alvarado            | 0 – 0     | Estudiantes (RC)       | José María Minella                  | 22 de agosto | 19:00     |
| Nueva Chicago       | 0 – 3     | Almirante Brown        | República de Mataderos              | 23 de agosto | 21:10     |
| Atlanta             | 1 – 0     | Belgrano               | Don León Kolbowsky                  | 24 de agosto | 15:05     |
| Folga: Agropecuario |           |                        |                                     |              |           |

| Rodada 23              | Rodada 23 | Rodada 23         | Rodada 23                  | Rodada 23    | Rodada 23 |
| Mandante               | Resultado | Visitante         | Estádio                    | Data         | Hora      |
| ---------------------- | --------- | ----------------- | -------------------------- | ------------ | --------- |
| Temperley              | 0 – 0     | Alvarado          | Alfredo Beranger           | 27 de agosto | 17:10     |
| Deportivo Maipú        | 0 – 4     | Tigre             | Omar Higinio Sperdutti     | 28 de agosto | 13:10     |
| Gimnasia y Esgrima (M) | 0 – 0     | Mitre (SdE)       | Víctor Antonio Legrotaglie | 28 de agosto | 15:00     |
| Agropecuario           | 3 – 1     | Quilmes           | Ofelia Rosenzuaig          | 28 de agosto | 16:30     |
| San Martín (T)         | 3 – 1     | Nueva Chicago     | La Ciudadela               | 29 de agosto | 21:00     |
| Belgrano               | 3 – 0     | Chacarita Juniors | Gigante de Alberdi         | 30 de agosto | 15:35     |
| Estudiantes (RC)       | 1 – 1     | Estudiantes (BA)  | Antonio Candini            | 30 de agosto | 20:00     |
| Deportivo Riestra      | 3 – 1     | Atlanta           | Guillermo Laza             | 31 de agosto | 15:00     |
| Folga: Almirante Brown |           |                   |                            |              |           |

| Rodada 24         | Rodada 24 | Rodada 24              | Rodada 24                           | Rodada 24     | Rodada 24 |
| Mandante          | Resultado | Visitante              | Estádio                             | Data          | Hora      |
| ----------------- | --------- | ---------------------- | ----------------------------------- | ------------- | --------- |
| Tigre             | 2 – 0     | Agropecuario           | Monumental de Victoria              | 3 de setembro | 21:10     |
| Estudiantes (BA)  | –         | Temperley              | Ciudad de Caseros                   | 4 de setembro | 15:00     |
| Chacarita Juniors | –         | Deportivo Riestra      | Chacarita Juniors                   | 4 de setembro | 15:00     |
| Alvarado          | –         | Deportivo Maipú        | José María Minella                  | 4 de setembro | 15:30     |
| Almirante Brown   | –         | San Martín (T)         | Fragata Sarmiento                   | 4 de setembro | 17:10     |
| Mitre (SdE)       | –         | Estudiantes (RC)       | Doctores José y Antonio Castiglione | 5 de setembro | 11:00     |
| Atlanta           | –         | Gimnasia y Esgrima (M) | Don León Kolbowsky                  | 5 de setembro | 11:00     |
| Nueva Chicago     | –         | Belgrano               | República de Mataderos              | 5 de setembro | 11:00     |
| Folga: Quilmes    |           |                        |                                     |               |           |

| Rodada 25             | Rodada 25 | Rodada 25 | Rodada 25 | Rodada 25 | Rodada 25 |
| Mandante              | Resultado | Visitante | Estádio   | Data      | Hora      |
| --------------------- | --------- | --------- | --------- | --------- | --------- |
|                       | –         |           |           |           |           |
|                       | –         |           |           |           |           |
|                       | –         |           |           |           |           |
|                       | –         |           |           |           |           |
|                       | –         |           |           |           |           |
|                       | –         |           |           |           |           |
|                       | –         |           |           |           |           |
|                       | –         |           |           |           |           |
| Folga: San Martín (T) |           |           |           |           |           |

| Rodada 26    | Rodada 26 | Rodada 26 | Rodada 26 | Rodada 26 | Rodada 26 |
| Mandante     | Resultado | Visitante | Estádio   | Data      | Hora      |
| ------------ | --------- | --------- | --------- | --------- | --------- |
|              | –         |           |           |           |           |
|              | –         |           |           |           |           |
|              | –         |           |           |           |           |
|              | –         |           |           |           |           |
|              | –         |           |           |           |           |
|              | –         |           |           |           |           |
|              | –         |           |           |           |           |
|              | –         |           |           |           |           |
| Folga: Tigre |           |           |           |           |           |

| Rodada 27       | Rodada 27 | Rodada 27 | Rodada 27 | Rodada 27 | Rodada 27 |
| Mandante        | Resultado | Visitante | Estádio   | Data      | Hora      |
| --------------- | --------- | --------- | --------- | --------- | --------- |
|                 | –         |           |           |           |           |
|                 | –         |           |           |           |           |
|                 | –         |           |           |           |           |
|                 | –         |           |           |           |           |
|                 | –         |           |           |           |           |
|                 | –         |           |           |           |           |
|                 | –         |           |           |           |           |
|                 | –         |           |           |           |           |
| Folga: Belgrano |           |           |           |           |           |

| Rodada 28       | Rodada 28 | Rodada 28 | Rodada 28 | Rodada 28 | Rodada 28 |
| Mandante        | Resultado | Visitante | Estádio   | Data      | Hora      |
| --------------- | --------- | --------- | --------- | --------- | --------- |
|                 | –         |           |           |           |           |
|                 | –         |           |           |           |           |
|                 | –         |           |           |           |           |
|                 | –         |           |           |           |           |
|                 | –         |           |           |           |           |
|                 | –         |           |           |           |           |
|                 | –         |           |           |           |           |
|                 | –         |           |           |           |           |
| Folga: Alvarado |           |           |           |           |           |

| Rodada 29                | Rodada 29 | Rodada 29 | Rodada 29 | Rodada 29 | Rodada 29 |
| Mandante                 | Resultado | Visitante | Estádio   | Data      | Hora      |
| ------------------------ | --------- | --------- | --------- | --------- | --------- |
|                          | –         |           |           |           |           |
|                          | –         |           |           |           |           |
|                          | –         |           |           |           |           |
|                          | –         |           |           |           |           |
|                          | –         |           |           |           |           |
|                          | –         |           |           |           |           |
|                          | –         |           |           |           |           |
|                          | –         |           |           |           |           |
| Folga: Deportivo Riestra |           |           |           |           |           |

| Rodada 30               | Rodada 30 | Rodada 30 | Rodada 30 | Rodada 30 | Rodada 30 |
| Mandante                | Resultado | Visitante | Estádio   | Data      | Hora      |
| ----------------------- | --------- | --------- | --------- | --------- | --------- |
|                         | –         |           |           |           |           |
|                         | –         |           |           |           |           |
|                         | –         |           |           |           |           |
|                         | –         |           |           |           |           |
|                         | –         |           |           |           |           |
|                         | –         |           |           |           |           |
|                         | –         |           |           |           |           |
|                         | –         |           |           |           |           |
| Folga: Estudiantes (BA) |           |           |           |           |           |

| Rodada 31                     | Rodada 31 | Rodada 31 | Rodada 31 | Rodada 31 | Rodada 31 |
| Mandante                      | Resultado | Visitante | Estádio   | Data      | Hora      |
| ----------------------------- | --------- | --------- | --------- | --------- | --------- |
|                               | –         |           |           |           |           |
|                               | –         |           |           |           |           |
|                               | –         |           |           |           |           |
|                               | –         |           |           |           |           |
|                               | –         |           |           |           |           |
|                               | –         |           |           |           |           |
|                               | –         |           |           |           |           |
|                               | –         |           |           |           |           |
| Folga: Gimnasia y Esgrima (M) |           |           |           |           |           |

| Rodada 32          | Rodada 32 | Rodada 32 | Rodada 32 | Rodada 32 | Rodada 32 |
| Mandante           | Resultado | Visitante | Estádio   | Data      | Hora      |
| ------------------ | --------- | --------- | --------- | --------- | --------- |
|                    | –         |           |           |           |           |
|                    | –         |           |           |           |           |
|                    | –         |           |           |           |           |
|                    | –         |           |           |           |           |
|                    | –         |           |           |           |           |
|                    | –         |           |           |           |           |
|                    | –         |           |           |           |           |
|                    | –         |           |           |           |           |
| Folga: Mitre (SdE) |           |           |           |           |           |

| Rodada 33               | Rodada 33 | Rodada 33 | Rodada 33 | Rodada 33 | Rodada 33 |
| Mandante                | Resultado | Visitante | Estádio   | Data      | Hora      |
| ----------------------- | --------- | --------- | --------- | --------- | --------- |
|                         | –         |           |           |           |           |
|                         | –         |           |           |           |           |
|                         | –         |           |           |           |           |
|                         | –         |           |           |           |           |
|                         | –         |           |           |           |           |
|                         | –         |           |           |           |           |
|                         | –         |           |           |           |           |
|                         | –         |           |           |           |           |
| Folga: Estudiantes (RC) |           |           |           |           |           |

| Rodada 34      | Rodada 34 | Rodada 34 | Rodada 34 | Rodada 34 | Rodada 34 |
| Mandante       | Resultado | Visitante | Estádio   | Data      | Hora      |
| -------------- | --------- | --------- | --------- | --------- | --------- |
|                | –         |           |           |           |           |
|                | –         |           |           |           |           |
|                | –         |           |           |           |           |
|                | –         |           |           |           |           |
|                | –         |           |           |           |           |
|                | –         |           |           |           |           |
|                | –         |           |           |           |           |
|                | –         |           |           |           |           |
| Folga: Atlanta |           |           |           |           |           |

Fonte: AFA (em castelhano), TyC Sports (em castelhano), Olé (em castelhano), e Soccerway.

### Resultados do Grupo B
| Rodada 1               | Rodada 1  | Rodada 1                | Rodada 1                      | Rodada 1    | Rodada 1 |
| Mandante               | Resultado | Visitante               | Estádio                       | Data        | Hora     |
| ---------------------- | --------- | ----------------------- | ----------------------------- | ----------- | -------- |
| San Martín (SJ)        | 4 – 2     | Atlético de Rafaela     | Ingeniero Hilario Sánchez     | 12 de março | 18:00    |
| Defensores de Belgrano | 0 – 0     | Instituto               | Juan Pasquale                 | 13 de março | 17:10    |
| San Telmo              | 1 – 1     | Barracas Central        | Dr. Osvaldo Baletto           | 13 de março | 17:10    |
| Villa Dálmine          | 0 – 0     | Independiente Rivadavia | El Coliseo de Mitre y Puccini | 13 de março | 17:10    |
| Ramón Santamarina      | 2 – 1     | Gimnasia y Esgrima (J)  | Municipal General San Martín  | 13 de março | 17:30    |
| All Boys               | 1 – 3     | Deportivo Morón         | Islas Malvinas                | 13 de março | 19:30    |
| Brown de Adrogué       | 1 – 0     | Guillermo Brown         | Lorenzo Arandilla             | 14 de março | 17:10    |
| Güemes (SdE)           | 2 – 0     | Ferro Carril Oeste      | Arturo Miranda                | 14 de março | 20:00    |
| Almagro                | 1 – 3     | Tristán Suárez          | Tres de Febrero               | 15 de março | 21:30    |

| Rodada 2                | Rodada 2  | Rodada 2               | Rodada 2                      | Rodada 2    | Rodada 2 |
| Mandante                | Resultado | Visitante              | Estádio                       | Data        | Hora     |
| ----------------------- | --------- | ---------------------- | ----------------------------- | ----------- | -------- |
| Atlético de Rafaela     | 0 – 0     | Villa Dálmine          | Nuevo Monumental              | 19 de março | 17:00    |
| Barracas Central        | 1 – 1     | Defensores de Belgrano | Claudio Chiqui Tapia          | 20 de março | 15:30    |
| Tristán Suárez          | 1 – 2     | Güemes (SdE)           | 20 de Octubre                 | 20 de março | 16:00    |
| Instituto               | 0 – 0     | Ramón Santamarina      | Mario Alberto Kempes          | 20 de março | 16:30    |
| Gimnasia y Esgrima(J)   | 1 – 2     | Almagro                | 23 de Agosto                  | 20 de março | 17:00    |
| Ferro Carril Oeste      | 2 – 0     | Deportivo Morón        | Arquitecto Ricardo Etcheverri | 20 de março | 17:05    |
| Guillermo Brown         | 0 – 0     | San Martín (SJ)        | Raúl Conti                    | 21 de março | 16:00    |
| Brown de Adrogué        | 1 – 1     | All Boys               | Lorenzo Arandilla             | 21 de março | 16:30    |
| Independiente Rivadavia | 4 – 3     | San Telmo              | Bautista Gargantini           | 22 de março | 17:00    |

| Rodada 3               | Rodada 3  | Rodada 3                | Rodada 3                      | Rodada 3    | Rodada 3 |
| Mandante               | Resultado | Visitante               | Estádio                       | Data        | Hora     |
| ---------------------- | --------- | ----------------------- | ----------------------------- | ----------- | -------- |
| Almagro                | 2 – 1     | Instituto               | Tres de Febrero               | 27 de março | 15:30    |
| Ramón Santamarina      | 1 – 1     | Barracas Central        | Municipal General San Martín  | 27 de março | 16:30    |
| All Boys               | 3 – 0     | Ferro Carril Oeste      | Islas Malvinas                | 27 de março | 17:10    |
| San Telmo              | 0 – 0     | Atlético de Rafaela     | Dr. Osvaldo Baletto           | 28 de março | 15:30    |
| Villa Dálmine          | 1 – 1     | Guillermo Brown         | El Coliseo de Mitre y Puccini | 28 de março | 15:30    |
| Güemes (SdE)           | 1 – 0     | Gimnasia y Esgrima (J)  | Arturo Miranda                | 28 de março | 20:00    |
| San Martín (SJ)        | 1 – 2     | Brown de Adrogué        | Ingeniero Hilario Sánchez     | 29 de março | 17:00    |
| Defensores de Belgrano | 1 – 2     | Independiente Rivadavia | Juan Pasquale                 | 29 de março | 17:05    |
| Deportivo Morón        | 1 – 0     | Tristán Suárez          | Ciudad de Caseros             | 29 de março | 21:10    |

| Rodada 4                | Rodada 4  | Rodada 4               | Rodada 4                  | Rodada 4   | Rodada 4 |
| Mandante                | Resultado | Visitante              | Estádio                   | Data       | Hora     |
| ----------------------- | --------- | ---------------------- | ------------------------- | ---------- | -------- |
| Barracas Central        | 2 – 1     | Almagro                | Claudio Chiqui Tapia      | 3 de abril | 15:30    |
| Atlético de Rafaela     | 0 – 0     | Defensores de Belgrano | Nuevo Monumental          | 3 de abril | 16:00    |
| Tristán Suárez          | 1 – 0     | Ferro Carril Oeste     | 20 de Octubre             | 4 de abril | 14:45    |
| Brown de Adrogué        | 2 – 0     | Villa Dálmine          | Lorenzo Arandilla         | 4 de abril | 15:30    |
| Instituto               | 0 – 0     | Güemes (SdE)           | Juan Domingo Perón        | 4 de abril | 15:30    |
| Guillermo Brown         | 1 – 2     | San Telmo              | Raúl Conti                | 4 de abril | 16:00    |
| San Martín (SJ)         | 0 – 2     | All Boys               | Ingeniero Hilario Sánchez | 4 de abril | 16:45    |
| Gimnasia y Esgrima (J)  | 2 – 0     | Deportivo Morón        | 23 de Agosto              | 4 de abril | 17:00    |
| Independiente Rivadavia | 3 – 1     | Ramón Santamarina      | Bautista Gargantini       | 5 de abril | 17:00    |

| Rodada 5               | Rodada 5  | Rodada 5                | Rodada 5                      | Rodada 5    | Rodada 5 |
| Mandante               | Resultado | Visitante               | Estádio                       | Data        | Hora     |
| ---------------------- | --------- | ----------------------- | ----------------------------- | ----------- | -------- |
| Ferro Carril Oeste     | 0 – 0     | Gimnasia y Esgrima (J)  | Arquitecto Ricardo Etcheverri | 10 de abril | 14:10    |
| Defensores de Belgrano | 2 – 0     | Guillermo Brown         | Juan Pasquale                 | 10 de abril | 15:30    |
| Villa Dálmine          | 1 – 1     | San Martín (SJ)         | El Coliseo de Mitre y Puccini | 10 de abril | 15:30    |
| All Boys               | 2 – 0     | Tristán Suárez          | Islas Malvinas                | 11 de abril | 14:10    |
| Almagro                | 0 – 2     | Independiente Rivadavia | Tres de Febrero               | 11 de abril | 15:30    |
| San Telmo              | 2 – 1     | Brown de Adrogué        | Dr. Osvaldo Baletto           | 11 de abril | 15:30    |
| Deportivo Morón        | 2 – 2     | Instituto               | Nuevo Francisco Urbano        | 11 de abril | 16:10    |
| Ramón Santamarina      | 0 – 0     | Atlético de Rafaela     | Municipal General San Martín  | 11 de abril | 16:30    |
| Güemes (SdE)           | 3 – 0     | Barracas Central        | Arturo Miranda                | 11 de abril | 20:00    |

| Rodada 6                | Rodada 6  | Rodada 6               | Rodada 6                      | Rodada 6    | Rodada 6 |
| Mandante                | Resultado | Visitante              | Estádio                       | Data        | Hora     |
| ----------------------- | --------- | ---------------------- | ----------------------------- | ----------- | -------- |
| Brown de Adrogué        | 0 – 3     | Defensores de Belgrano | Lorenzo Arandilla             | 17 de abril | 15:00    |
| Instituto               | 2 – 2     | Ferro Carril Oeste     | Juan Domingo Perón            | 17 de abril | 15:30    |
| Barracas Central        | 1 – 0     | Deportivo Morón        | Claudio Chiqui Tapia          | 17 de abril | 15:30    |
| Villa Dálmine           | 0 – 0     | All Boys               | El Coliseo de Mitre y Puccini | 17 de abril | 16:30    |
| Gimnasia y Esgrima (J)  | 2 – 0     | Tristán Suárez         | 23 de Agosto                  | 17 de abril | 17:00    |
| Atlético de Rafaela     | 4 – 1     | Almagro                | Nuevo Monumental              | 18 de abril | 15:00    |
| Guillermo Brown         | 0 – 0     | Ramón Santamarina      | Raúl Conti                    | 18 de abril | 16:00    |
| San Martín (SJ)         | 5 – 0     | San Telmo              | Ingeniero Hilario Sánchez     | 18 de abril | 16:30    |
| Independiente Rivadavia | 1 – 1     | Güemes (SdE)           | Bautista Gargantini           | 18 de abril | 20:00    |

| Rodada 7               | Rodada 7  | Rodada 7                | Rodada 7                      | Rodada 7    | Rodada 7 |
| Mandante               | Resultado | Visitante               | Estádio                       | Data        | Hora     |
| ---------------------- | --------- | ----------------------- | ----------------------------- | ----------- | -------- |
| All Boys               | 1 – 0     | Gimnasia y Esgrima (J)  | Islas Malvinas                | 24 de abril | 14:00    |
| Tristán Suárez         | 2 – 2     | Instituto               | 20 de Octubre                 | 24 de abril | 15:00    |
| Almagro                | 2 – 2     | Guillermo Brown         | Tres de Febrero               | 24 de abril | 15:00    |
| Ramón Santamarina      | 0 – 0     | Brown de Adrogué        | Municipal General San Martín  | 24 de abril | 15:00    |
| Ferro Carril Oeste     | 2 – 1     | Barracas Central        | Arquitecto Ricardo Etcheverri | 24 de abril | 15:30    |
| Defensores de Belgrano | 1 – 1     | San Martín (SJ)         | Juan Pasquale                 | 24 de abril | 16:00    |
| Deportivo Morón        | 2 – 2     | Independiente Rivadavia | Nuevo Francisco Urbano        | 25 de abril | 14:00    |
| San Telmo              | 1 – 0     | Villa Dálmine           | Dr. Osvaldo Baletto           | 25 de abril | 15:30    |
| Güemes (SdE)           | 0 – 2     | Atlético de Rafaela     | Único Madre de Ciudades       | 25 de abril | 20:00    |

| Rodada 8                | Rodada 8  | Rodada 8               | Rodada 8                      | Rodada 8    | Rodada 8 |
| Mandante                | Resultado | Visitante              | Estádio                       | Data        | Hora     |
| ----------------------- | --------- | ---------------------- | ----------------------------- | ----------- | -------- |
| Brown de Adrogué        | 2 – 0     | Almagro                | Lorenzo Arandilla             | 30 de abril | 15:00    |
| Instituto               | 1 – 2     | Gimnasia y Esgrima (J) | Juan Domingo Perón            | 30 de abril | 15:00    |
| Guillermo Brown         | 1 – 2     | Güemes (SdE)           | Raúl Conti                    | 2 de maio   | 15:00    |
| Atlético de Rafaela     | 3 – 1     | Deportivo Morón        | Nuevo Monumental              | 2 de maio   | 15:00    |
| San Telmo               | 1 – 1     | All Boys               | Dr. Osvaldo Baletto           | 2 de maio   | 15:30    |
| Independiente Rivadavia | 1 – 2     | Ferro Carril Oeste     | Omar Higinio Sperdutti        | 2 de maio   | 15:30    |
| San Martín (SJ)         | 0 – 2     | Ramón Santamarina      | San Juan del Bicentenario     | 2 de maio   | 16:30    |
| Barracas Central        | 3 – 1     | Tristán Suárez         | Claudio Chiqui Tapia          | 3 de maio   | 15:30    |
| Villa Dálmine           | 0 – 0     | Defensores de Belgrano | El Coliseo de Mitre y Puccini | 4 de maio   | 15:10    |

| Rodada 9               | Rodada 9  | Rodada 9                | Rodada 9                      | Rodada 9   | Rodada 9 |
| Mandante               | Resultado | Visitante               | Estádio                       | Data       | Hora     |
| ---------------------- | --------- | ----------------------- | ----------------------------- | ---------- | -------- |
| Tristán Suárez         | 1 – 2     | Independiente Rivadavia | 20 de Octubre                 | 8 de maio  | 15:00    |
| Deportivo Morón        | 0 – 0     | Guillermo Brown         | Nuevo Francisco Urbano        | 8 de maio  | 15:00    |
| Ferro Carril Oeste     | 1 – 0     | Atlético de Rafaela     | Arquitecto Ricardo Etcheverri | 8 de maio  | 15:30    |
| All Boys               | 1 – 2     | Instituto               | Islas Malvinas                | 8 de maio  | 16:00    |
| Gimnasia y Esgrima (J) | 2 – 1     | Barracas Central        | 23 de Agosto                  | 9 de maio  | 14:00    |
| Almagro                | 0 – 1     | San Martín (SJ)         | Tres de Febrero               | 9 de maio  | 15:00    |
| Ramón Santamarina      | 2 – 0     | Villa Dálmine           | Municipal General San Martín  | 9 de maio  | 15:00    |
| Güemes (SdE)           | 1 – 1     | Brown de Adrogué        | Arturo Miranda                | 9 de maio  | 20:00    |
| Defensores de Belgrano | 0 – 0     | San Telmo               | Juan Pasquale                 | 10 de maio | 17:10    |

| Rodada 10               | Rodada 10 | Rodada 10              | Rodada 10                     | Rodada 10  | Rodada 10 |
| Mandante                | Resultado | Visitante              | Estádio                       | Data       | Hora      |
| ----------------------- | --------- | ---------------------- | ----------------------------- | ---------- | --------- |
| Atlético de Rafaela     | 2 – 2     | Tristán Suárez         | Nuevo Monumental              | 13 de maio | 21:10     |
| Barracas Central        | 1 – 1     | Instituto              | Claudio Chiqui Tapia          | 15 de maio | 15:30     |
| Villa Dálmine           | 0 – 1     | Almagro                | El Coliseo de Mitre y Puccini | 16 de maio | 12:00     |
| San Telmo               | 2 – 2     | Ramón Santamarina      | Dr. Osvaldo Baletto           | 16 de maio | 15:00     |
| Brown de Adrogué        | 0 – 1     | Deportivo Morón        | Lorenzo Arandilla             | 16 de maio | 15:00     |
| Guillermo Brown         | 3 – 1     | Ferro Carril Oeste     | Raúl Conti                    | 16 de maio | 15:00     |
| San Martín (SJ)         | 1 – 2     | Güemes (SdE)           | Ingeniero Hilario Sánchez     | 16 de maio | 16:00     |
| Independiente Rivadavia | 1 – 1     | Gimnasia y Esgrima (J) | San Juan del Bicentenario     | 17 de maio | 14:00     |
| Defensores de Belgrano  | 0 – 0     | All Boys               | Juan Pasquale                 | 17 de maio | 15:10     |

| Rodada 11              | Rodada 11 | Rodada 11               | Rodada 11                     | Rodada 11   | Rodada 11 |
| Mandante               | Resultado | Visitante               | Estádio                       | Data        | Hora      |
| ---------------------- | --------- | ----------------------- | ----------------------------- | ----------- | --------- |
| Tristán Suárez         | 1 – 0     | Guillermo Brown         | 20 de Octubre                 | 9 de junho  | 15:00     |
| Instituto              | 0 – 0     | Independiente Rivadavia | Juan Domingo Perón            | 9 de junho  | 15:30     |
| Güemes (SdE)           | 0 – 0     | Villa Dálmine           | Arturo Miranda                | 9 de junho  | 16:00     |
| Gimnasia y Esgrima (J) | 1 – 0     | Atlético de Rafaela     | 23 de Agosto                  | 10 de junho | 14:00     |
| Deportivo Morón        | 1 – 0     | San Martín (SJ)         | Nuevo Francisco Urbano        | 10 de junho | 15:00     |
| Ramón Santamarina      | 0 – 2     | Defensores de Belgrano  | Municipal General San Martín  | 10 de junho | 15:00     |
| Ferro Carril Oeste     | 1 – 0     | Brown de Adrogué        | Arquitecto Ricardo Etcheverri | 11 de junho | 14:00     |
| Almagro                | 1 – 0     | San Telmo               | Tres de Febrero               | 11 de junho | 15:30     |
| All Boys               | 0 – 0     | Barracas Central        | Islas Malvinas                | 11 de junho | 16:00     |

| Rodada 12               | Rodada 12 | Rodada 12              | Rodada 12                     | Rodada 12   | Rodada 12 |
| Mandante                | Resultado | Visitante              | Estádio                       | Data        | Hora      |
| ----------------------- | --------- | ---------------------- | ----------------------------- | ----------- | --------- |
| San Telmo               | 1 – 1     | Güemes (SdE)           | Dr. Osvaldo Baletto           | 17 de junho | 14:00     |
| Villa Dálmine           | 2 – 0     | Deportivo Morón        | El Coliseo de Mitre y Puccini | 17 de junho | 14:00     |
| Ramón Santamarina       | 2 – 0     | All Boys               | Municipal General San Martín  | 17 de junho | 15:00     |
| Brown de Adrogué        | 2 – 1     | Tristán Suárez         | Lorenzo Arandilla             | 17 de junho | 15:00     |
| Guillermo Brown         | 0 – 0     | Gimnasia y Esgrima (J) | Raúl Conti                    | 17 de junho | 15:00     |
| Atlético de Rafaela     | 0 – 1     | Instituto              | Nuevo Monumental              | 17 de junho | 15:00     |
| Independiente Rivadavia | 0 – 0     | Barracas Central       | Bautista Gargantini           | 17 de junho | 15:10     |
| Defensores de Belgrano  | 1 – 0     | Almagro                | Juan Pasquale                 | 17 de junho | 15:30     |
| San Martín (SJ)         | 1 – 1     | Ferro Carril Oeste     | Ingeniero Hilario Sánchez     | 17 de junho | 15:30     |

| Rodada 13              | Rodada 13 | Rodada 13               | Rodada 13                     | Rodada 13   | Rodada 13 |
| Mandante               | Resultado | Visitante               | Estádio                       | Data        | Hora      |
| ---------------------- | --------- | ----------------------- | ----------------------------- | ----------- | --------- |
| Tristán Suárez         | 4 – 1     | San Martín (SJ)         | 20 de Octubre                 | 22 de junho | 15:00     |
| Barracas Central       | 2 – 1     | Atlético de Rafaela     | Claudio Chiqui Tapia          | 22 de junho | 15:30     |
| Almagro                | 1 – 1     | Ramón Santamarina       | Tres de Febrero               | 22 de junho | 15:30     |
| All Boys               | 1 – 1     | Independiente Rivadavia | Islas Malvinas                | 23 de junho | 14:10     |
| Instituto              | 1 – 1     | Guillermo Brown         | Juan Domingo Perón            | 23 de junho | 15:00     |
| Deportivo Morón        | 2 – 0     | San Telmo               | Nuevo Francisco Urbano        | 23 de junho | 15:00     |
| Ferro Carril Oeste     | 0 – 0     | Villa Dálmine           | Arquitecto Ricardo Etcheverri | 23 de junho | 15:30     |
| Güemes (SdE)           | 2 – 2     | Defensores de Belgrano  | Arturo Miranda                | 23 de junho | 15:30     |
| Gimnasia y Esgrima (J) | 0 – 0     | Brown de Adrogué        | 23 de Agosto                  | 24 de junho | 14:00     |

| Rodada 14              | Rodada 14 | Rodada 14               | Rodada 14                     | Rodada 14   | Rodada 14 |
| Mandante               | Resultado | Visitante               | Estádio                       | Data        | Hora      |
| ---------------------- | --------- | ----------------------- | ----------------------------- | ----------- | --------- |
| Guillermo Brown        | 0 – 1     | Barracas Central        | Raúl Conti                    | 27 de junho | 11:00     |
| San Telmo              | 1 – 0     | Ferro Carril Oeste      | Dr. Osvaldo Baletto           | 27 de junho | 14:00     |
| Villa Dálmine          | 1 – 1     | Tristán Suárez          | El Coliseo de Mitre y Puccini | 27 de junho | 14:00     |
| Almagro                | 3 – 0     | All Boys                | Tres de Febrero               | 27 de junho | 15:00     |
| Ramón Santamarina      | 1 – 2     | Güemes (SdE)            | Municipal General San Martín  | 27 de junho | 15:00     |
| Atlético de Rafaela    | 2 – 1     | Independiente Rivadavia | Nuevo Monumental              | 27 de junho | 15:00     |
| Brown de Adrogué       | 2 – 0     | Instituto               | Lorenzo Arandilla             | 28 de junho | 15:00     |
| Defensores de Belgrano | 0 – 2     | Deportivo Morón         | Juan Pasquale                 | 29 de junho | 15:00     |
| San Martín (SJ)        | 2 – 2     | Gimnasia y Esgrima (J)  | Ingeniero Hilario Sánchez     | 29 de junho | 16:00     |

| Rodada 15               | Rodada 15 | Rodada 15              | Rodada 15                     | Rodada 15  | Rodada 15 |
| Mandante                | Resultado | Visitante              | Estádio                       | Data       | Hora      |
| ----------------------- | --------- | ---------------------- | ----------------------------- | ---------- | --------- |
| Barracas Central        | 1 – 1     | Brown de Adrogué       | Claudio Chiqui Tapia          | 3 de julho | 14:00     |
| Tristán Suárez          | 1 – 1     | San Telmo              | 20 de Octubre                 | 3 de julho | 15:00     |
| Deportivo Morón         | 2 – 1     | Ramón Santamarina      | Nuevo Francisco Urbano        | 4 de julho | 15:00     |
| Güemes (SdE)            | 0 – 2     | Almagro                | Arturo Miranda                | 4 de julho | 15:00     |
| Ferro Carril Oeste      | 1 – 1     | Defensores de Belgrano | Arquitecto Ricardo Etcheverri | 4 de julho | 15:10     |
| Instituto               | 1 – 1     | San Martín (SJ)        | Juan Domingo Perón            | 4 de julho | 15:30     |
| Independiente Rivadavia | 0 – 2     | Guillermo Brown        | Bautista Gargantini           | 4 de julho | 15:30     |
| All Boys                | 0 – 1     | Atlético de Rafaela    | Islas Malvinas                | 4 de julho | 15:30     |
| Gimnasia y Esgrima (J)  | 1 – 0     | Villa Dálmine          | 23 de Agosto                  | 5 de julho | 14:00     |

| Rodada 16              | Rodada 16 | Rodada 16               | Rodada 16                     | Rodada 16   | Rodada 16 |
| Mandante               | Resultado | Visitante               | Estádio                       | Data        | Hora      |
| ---------------------- | --------- | ----------------------- | ----------------------------- | ----------- | --------- |
| Brown de Adrogué       | 1 – 1     | Independiente Rivadavia | Lorenzo Arandilla             | 10 de julho | 15:00     |
| Defensores de Belgrano | 1 – 6     | Tristán Suárez          | Juan Pasquale                 | 10 de julho | 15:00     |
| San Telmo              | 0 – 0     | Gimnasia y Esgrima (J)  | Dr. Osvaldo Baletto           | 10 de julho | 15:00     |
| Güemes (SdE)           | 1 – 0     | All Boys                | Arturo Miranda                | 11 de julho | 15:00     |
| Almagro                | 2 – 1     | Deportivo Morón         | Tres de Febrero               | 11 de julho | 15:00     |
| Ramón Santamarina      | 0 – 2     | Ferro Carril Oeste      | Municipal General San Martín  | 11 de julho | 15:00     |
| Guillermo Brown        | 1 – 1     | Atlético de Rafaela     | Raúl Conti                    | 11 de julho | 15:00     |
| Villa Dálmine          | 1 – 2     | Instituto               | El Coliseo de Mitre y Puccini | 12 de julho | 14:00     |
| San Martín (SJ)        | 2 – 3     | Barracas Central        | Ingeniero Hilario Sánchez     | 12 de julho | 15:30     |

| Rodada 17               | Rodada 17 | Rodada 17              | Rodada 17                     | Rodada 17   | Rodada 17 |
| Mandante                | Resultado | Visitante              | Estádio                       | Data        | Hora      |
| ----------------------- | --------- | ---------------------- | ----------------------------- | ----------- | --------- |
| Gimnasia y Esgrima (J)  | 3 – 1     | Defensores de Belgrano | 23 de Agosto                  | 17 de julho | 15:00     |
| Tristán Suárez          | 2 – 1     | Ramón Santamarina      | 20 de Octubre                 | 17 de julho | 15:00     |
| All Boys                | 3 – 0     | Guillermo Brown        | Islas Malvinas                | 17 de julho | 15:30     |
| Independiente Rivadavia | 1 – 1     | San Martín (SJ)        | Bautista Gargantini           | 17 de julho | 15:30     |
| Barracas Central        | 1 – 0     | Villa Dálmine          | Claudio Chiqui Tapia          | 17 de julho | 15:30     |
| Deportivo Morón         | 0 – 2     | Güemes (SdE)           | Nuevo Francisco Urbano        | 18 de julho | 15:10     |
| Atlético de Rafaela     | 2 – 0     | Brown de Adrogué       | Nuevo Monumental              | 18 de julho | 15:30     |
| Ferro Carril Oeste      | 1 – 2     | Almagro                | Arquitecto Ricardo Etcheverri | 18 de julho | 15:30     |
| Instituto               | 1 – 0     | San Telmo              | Juan Domingo Perón            | 19 de julho | 15:00     |

| Rodada 18               | Rodada 18 | Rodada 18              | Rodada 18                     | Rodada 18   | Rodada 18 |
| Mandante                | Resultado | Visitante              | Estádio                       | Data        | Hora      |
| ----------------------- | --------- | ---------------------- | ----------------------------- | ----------- | --------- |
| Tristán Suárez          | 1 – 1     | Almagro                | 20 de Octubre                 | 23 de julho | 20:00     |
| Gimnasia y Esgrima (J)  | 1 – 0     | Ramón Santamarina      | 23 de Agosto                  | 24 de julho | 15:00     |
| Guillermo Brown         | 0 – 3     | Brown de Adrogué       | Raúl Conti                    | 24 de julho | 15:00     |
| Ferro Carril Oeste      | 1 – 1     | Güemes (SdE)           | Arquitecto Ricardo Etcheverri | 24 de julho | 15:10     |
| Barracas Central        | 3 – 2     | San Telmo              | Claudio Chiqui Tapia          | 24 de julho | 15:30     |
| Independiente Rivadavia | 1 – 1     | Villa Dálmine          | Bautista Gargantini           | 24 de julho | 15:30     |
| Atlético de Rafaela     | 0 – 2     | San Martín (SJ)        | Nuevo Monumental              | 24 de julho | 15:30     |
| Deportivo Morón         | 3 – 0     | All Boys               | Nuevo Francisco Urbano        | 25 de julho | 15:05     |
| Instituto               | 0 – 2     | Defensores de Belgrano | Juan Domingo Perón            | 25 de julho | 15:30     |

| Rodada 19              | Rodada 19 | Rodada 19               | Rodada 19                     | Rodada 19   | Rodada 19 |
| Mandante               | Resultado | Visitante               | Estádio                       | Data        | Hora      |
| ---------------------- | --------- | ----------------------- | ----------------------------- | ----------- | --------- |
| Villa Dálmine          | 1 – 0     | Atlético de Rafaela     | El Coliseo de Mitre y Puccini | 31 de julho | 14:00     |
| Defensores de Belgrano | 0 – 0     | Barracas Central        | Juan Pasquale                 | 31 de julho | 15:00     |
| All Boys               | 1 – 1     | Brown de Adrogué        | Islas Malvinas                | 31 de julho | 15:30     |
| San Martín (SJ)        | 0 – 0     | Guillermo Brown         | Ingeniero Hilario Sánchez     | 31 de julho | 16:00     |
| San Telmo              | 1 – 0     | Independiente Rivadavia | Dr. Osvaldo Baletto           | 1 de agosto | 15:00     |
| Almagro                | 2 – 2     | Gimnasia y Esgrima (J)  | Tres de Febrero               | 1 de agosto | 15:00     |
| Güemes (SdE)           | 0 – 0     | Tristán Suárez          | Arturo Miranda                | 1 de agosto | 15:00     |
| Deportivo Morón        | 1 – 0     | Ferro Carril Oeste      | Nuevo Francisco Urbano        | 1 de agosto | 15:00     |
| Ramón Santamarina      | 0 – 0     | Instituto               | Municipal General San Martín  | 2 de agosto | 15:00     |

| Rodada 20               | Rodada 20 | Rodada 20              | Rodada 20                     | Rodada 20    | Rodada 20 |
| Mandante                | Resultado | Visitante              | Estádio                       | Data         | Hora      |
| ----------------------- | --------- | ---------------------- | ----------------------------- | ------------ | --------- |
| Atlético de Rafaela     | 2 – 2     | San Telmo              | Nuevo Monumental              | 6 de agosto  | 16:00     |
| Tristán Suárez          | 2 – 0     | Deportivo Morón        | 20 de Octubre                 | 7 de agosto  | 15:00     |
| Gimnasia y Esgrima (J)  | 1 – 1     | Güemes (SdE)           | 23 de Agosto                  | 7 de agosto  | 15:00     |
| Brown de Adrogué        | 1 – 0     | San Martín (SJ)        | Lorenzo Arandilla             | 7 de agosto  | 15:00     |
| Guillermo Brown         | 1 – 1     | Villa Dálmine          | Raúl Conti                    | 7 de agosto  | 15:30     |
| Independiente Rivadavia | 1 – 1     | Defensores de Belgrano | Malvinas Argentinas           | 8 de agosto  | 16:00     |
| Instituto               | 1 – 1     | Almagro                | Juan Domingo Perón            | 9 de agosto  | 15:00     |
| Barracas Central        | 2 – 2     | Ramón Santamarina      | Claudio Chiqui Tapia          | 9 de agosto  | 15:00     |
| Ferro Carril Oeste      | 0 – 0     | All Boys               | Arquitecto Ricardo Etcheverri | 10 de agosto | 21:10     |

| Rodada 21              | Rodada 21 | Rodada 21               | Rodada 21                     | Rodada 21    | Rodada 21 |
| Mandante               | Resultado | Visitante               | Estádio                       | Data         | Hora      |
| ---------------------- | --------- | ----------------------- | ----------------------------- | ------------ | --------- |
| Deportivo Morón        | 2 – 0     | Gimnasia y Esgrima (J)  | Nuevo Francisco Urbano        | 14 de agosto | 12:10     |
| Villa Dálmine          | 1 – 0     | Brown de Adrogué        | El Coliseo de Mitre y Puccini | 15 de agosto | 15:00     |
| San Telmo              | 1 – 2     | Guillermo Brown         | Dr. Osvaldo Baletto           | 15 de agosto | 15:00     |
| Defensores de Belgrano | 2 – 0     | Atlético de Rafaela     | Juan Pasquale                 | 15 de agosto | 15:00     |
| Ramón Santamarina      | 0 – 1     | Independiente Rivadavia | Municipal General San Martín  | 15 de agosto | 15:00     |
| Almagro                | 0 – 1     | Barracas Central        | Tres de Febrero               | 15 de agosto | 15:00     |
| All Boys               | 0 – 1     | San Martín (SJ)         | Islas Malvinas                | 15 de agosto | 15:30     |
| Ferro Carril Oeste     | 2 – 0     | Tristán Suárez          | Arquitecto Ricardo Etcheverri | 15 de agosto | 15:30     |
| Güemes (SdE)           | 1 – 1     | Instituto               | Arturo Miranda                | 17 de agosto | 15:30     |

| Rodada 22               | Rodada 22 | Rodada 22              | Rodada 22                 | Rodada 22    | Rodada 22 |
| Mandante                | Resultado | Visitante              | Estádio                   | Data         | Hora      |
| ----------------------- | --------- | ---------------------- | ------------------------- | ------------ | --------- |
| Barracas Central        | 1 – 0     | Güemes (SdE)           | Claudio Chiqui Tapia      | 21 de agosto | 12:10     |
| Brown de Adrogué        | 2 – 2     | San Telmo              | Lorenzo Arandilla         | 21 de agosto | 15:00     |
| Gimnasia y Esgrima (J)  | 0 – 0     | Ferro Carril Oeste     | 23 de Agosto              | 21 de agosto | 15:00     |
| Tristán Suárez          | 0 – 2     | All Boys               | 20 de Octubre             | 21 de agosto | 15:00     |
| Guillermo Brown         | 1 – 1     | Defensores de Belgrano | Raúl Conti                | 21 de agosto | 15:30     |
| Independiente Rivadavia | 1 – 1     | Almagro                | Bautista Gargantini       | 22 de agosto | 15:30     |
| Atlético de Rafaela     | 0 – 1     | Ramón Santamarina      | Nuevo Monumental          | 22 de agosto | 16:00     |
| San Martín (SJ)         | 1 – 0     | Villa Dálmine          | Ingeniero Hilario Sánchez | 22 de agosto | 16:00     |
| Instituto               | 2 – 1     | Deportivo Morón        | Juan Domingo Perón        | 23 de agosto | 15:35     |

| Rodada 23              | Rodada 23 | Rodada 23               | Rodada 23                     | Rodada 23    | Rodada 23 |
| Mandante               | Resultado | Visitante               | Estádio                       | Data         | Hora      |
| ---------------------- | --------- | ----------------------- | ----------------------------- | ------------ | --------- |
| Güemes (SdE)           | 0 – 2     | Independiente Rivadavia | Arturo Miranda                | 27 de agosto | 20:10     |
| San Telmo              | 2 – 1     | San Martín (SJ)         | Dr. Osvaldo Baletto           | 28 de agosto | 15:00     |
| Almagro                | 1 – 0     | Atlético de Rafaela     | Tres de Febrero               | 28 de agosto | 15:00     |
| Tristán Suárez         | 2 – 0     | Gimnasia y Esgrima (J)  | 20 de Octubre                 | 28 de agosto | 15:00     |
| All Boys               | 0 – 0     | Villa Dálmine           | Islas Malvinas                | 28 de agosto | 15:30     |
| Defensores de Belgrano | 0 – 3     | Brown de Adrogué        | Juan Pasquale                 | 28 de agosto | 17:10     |
| Ramón Santamarina      | 1 – 1     | Guillermo Brown         | Municipal General San Martín  | 29 de agosto | 15:00     |
| Ferro Carril Oeste     | 3 – 1     | Instituto               | Arquitecto Ricardo Etcheverri | 29 de agosto | 15:30     |
| Deportivo Morón        | 2 – 0     | Barracas Central        | Nuevo Francisco Urbano        | 29 de agosto | 17:10     |

| Rodada 24               | Rodada 24 | Rodada 24              | Rodada 24                     | Rodada 24     | Rodada 24 |
| Mandante                | Resultado | Visitante              | Estádio                       | Data          | Hora      |
| ----------------------- | --------- | ---------------------- | ----------------------------- | ------------- | --------- |
| Barracas Central        | 0 – 0     | Ferro Carril Oeste     | Claudio Chiqui Tapia          | 3 de setembro | 15:30     |
| San Martín (SJ)         | 1 – 0     | Defensores de Belgrano | Ingeniero Hilario Sánchez     | 3 de setembro | 16:00     |
| Atlético de Rafaela     | 1 – 1     | Güemes (SdE)           | Nuevo Monumental              | 3 de setembro | 19:10     |
| Gimnasia y Esgrima (J)  | –         | All Boys               | 23 de Agosto                  | 4 de setembro | 15:00     |
| Instituto               | –         | Tristán Suárez         | Juan Domingo Perón            | 4 de setembro | 15:00     |
| Brown de Adrogué        | –         | Ramón Santamarina      | Lorenzo Arandilla             | 4 de setembro | 15:00     |
| Villa Dálmine           | –         | San Telmo              | El Coliseo de Mitre y Puccini | 4 de setembro | 15:00     |
| Independiente Rivadavia | –         | Deportivo Morón        | Bautista Gargantini           | 4 de setembro | 15:30     |
| Guillermo Brown         | –         | Almagro                | Raúl Conti                    | 4 de setembro | 15:30     |

| Rodada 25 | Rodada 25 | Rodada 25 | Rodada 25 | Rodada 25 | Rodada 25 |
| Mandante  | Resultado | Visitante | Estádio   | Data      | Hora      |
| --------- | --------- | --------- | --------- | --------- | --------- |
|           | –         |           |           |           |           |
|           | –         |           |           |           |           |
|           | –         |           |           |           |           |
|           | –         |           |           |           |           |
|           | –         |           |           |           |           |
|           | –         |           |           |           |           |
|           | –         |           |           |           |           |
|           | –         |           |           |           |           |
|           | –         |           |           |           |           |

| Rodada 26 | Rodada 26 | Rodada 26 | Rodada 26 | Rodada 26 | Rodada 26 |
| Mandante  | Resultado | Visitante | Estádio   | Data      | Hora      |
| --------- | --------- | --------- | --------- | --------- | --------- |
|           | –         |           |           |           |           |
|           | –         |           |           |           |           |
|           | –         |           |           |           |           |
|           | –         |           |           |           |           |
|           | –         |           |           |           |           |
|           | –         |           |           |           |           |
|           | –         |           |           |           |           |
|           | –         |           |           |           |           |
|           | –         |           |           |           |           |

| Rodada 27 | Rodada 27 | Rodada 27 | Rodada 27 | Rodada 27 | Rodada 27 |
| Mandante  | Resultado | Visitante | Estádio   | Data      | Hora      |
| --------- | --------- | --------- | --------- | --------- | --------- |
|           | –         |           |           |           |           |
|           | –         |           |           |           |           |
|           | –         |           |           |           |           |
|           | –         |           |           |           |           |
|           | –         |           |           |           |           |
|           | –         |           |           |           |           |
|           | –         |           |           |           |           |
|           | –         |           |           |           |           |
|           | –         |           |           |           |           |

| Rodada 28 | Rodada 28 | Rodada 28 | Rodada 28 | Rodada 28 | Rodada 28 |
| Mandante  | Resultado | Visitante | Estádio   | Data      | Hora      |
| --------- | --------- | --------- | --------- | --------- | --------- |
|           | –         |           |           |           |           |
|           | –         |           |           |           |           |
|           | –         |           |           |           |           |
|           | –         |           |           |           |           |
|           | –         |           |           |           |           |
|           | –         |           |           |           |           |
|           | –         |           |           |           |           |
|           | –         |           |           |           |           |
|           | –         |           |           |           |           |

| Rodada 29 | Rodada 29 | Rodada 29 | Rodada 29 | Rodada 29 | Rodada 29 |
| Mandante  | Resultado | Visitante | Estádio   | Data      | Hora      |
| --------- | --------- | --------- | --------- | --------- | --------- |
|           | –         |           |           |           |           |
|           | –         |           |           |           |           |
|           | –         |           |           |           |           |
|           | –         |           |           |           |           |
|           | –         |           |           |           |           |
|           | –         |           |           |           |           |
|           | –         |           |           |           |           |
|           | –         |           |           |           |           |
|           | –         |           |           |           |           |

| Rodada 30 | Rodada 30 | Rodada 30 | Rodada 30 | Rodada 30 | Rodada 30 |
| Mandante  | Resultado | Visitante | Estádio   | Data      | Hora      |
| --------- | --------- | --------- | --------- | --------- | --------- |
|           | –         |           |           |           |           |
|           | –         |           |           |           |           |
|           | –         |           |           |           |           |
|           | –         |           |           |           |           |
|           | –         |           |           |           |           |
|           | –         |           |           |           |           |
|           | –         |           |           |           |           |
|           | –         |           |           |           |           |
|           | –         |           |           |           |           |

| Rodada 31 | Rodada 31 | Rodada 31 | Rodada 31 | Rodada 31 | Rodada 31 |
| Mandante  | Resultado | Visitante | Estádio   | Data      | Hora      |
| --------- | --------- | --------- | --------- | --------- | --------- |
|           | –         |           |           |           |           |
|           | –         |           |           |           |           |
|           | –         |           |           |           |           |
|           | –         |           |           |           |           |
|           | –         |           |           |           |           |
|           | –         |           |           |           |           |
|           | –         |           |           |           |           |
|           | –         |           |           |           |           |
|           | –         |           |           |           |           |

| Rodada 32 | Rodada 32 | Rodada 32 | Rodada 32 | Rodada 32 | Rodada 32 |
| Mandante  | Resultado | Visitante | Estádio   | Data      | Hora      |
| --------- | --------- | --------- | --------- | --------- | --------- |
|           | –         |           |           |           |           |
|           | –         |           |           |           |           |
|           | –         |           |           |           |           |
|           | –         |           |           |           |           |
|           | –         |           |           |           |           |
|           | –         |           |           |           |           |
|           | –         |           |           |           |           |
|           | –         |           |           |           |           |
|           | –         |           |           |           |           |

| Rodada 33 | Rodada 33 | Rodada 33 | Rodada 33 | Rodada 33 | Rodada 33 |
| Mandante  | Resultado | Visitante | Estádio   | Data      | Hora      |
| --------- | --------- | --------- | --------- | --------- | --------- |
|           | –         |           |           |           |           |
|           | –         |           |           |           |           |
|           | –         |           |           |           |           |
|           | –         |           |           |           |           |
|           | –         |           |           |           |           |
|           | –         |           |           |           |           |
|           | –         |           |           |           |           |
|           | –         |           |           |           |           |
|           | –         |           |           |           |           |

| Rodada 34 | Rodada 34 | Rodada 34 | Rodada 34 | Rodada 34 | Rodada 34 |
| Mandante  | Resultado | Visitante | Estádio   | Data      | Hora      |
| --------- | --------- | --------- | --------- | --------- | --------- |
|           | –         |           |           |           |           |
|           | –         |           |           |           |           |
|           | –         |           |           |           |           |
|           | –         |           |           |           |           |
|           | –         |           |           |           |           |
|           | –         |           |           |           |           |
|           | –         |           |           |           |           |
|           | –         |           |           |           |           |
|           | –         |           |           |           |           |

Fonte: AFA (em castelhano), TyC Sports (em castelhano), Olé (em castelhano), e Soccerway.

## Estatísicas da temporada

### Artilharia
| Rank | Jogador             | Clube                  | Gols |
| ---- | ------------------- | ---------------------- | ---- |
| 1    | Pablo Magnín        | Tigre                  | 4    |
| 2    | Ezequiel Cérica     | Mitre (SdE)            | 3    |
| 3    | Leandro Guzmán      | Almirante Brown        | 2    |
| 3    | Germán Estigarribia | Barracas Central       | 2    |
| 3    | Tomás Bolzicco      | Estudiantes (BA)       | 2    |
| 3    | Brian Fernández     | Ferro Carril Oeste     | 2    |
| 3    | Ramón Lentini       | Gimnasia y Esgrima (M) | 2    |
| 3    | Javier Bayk         | Güemes                 | 2    |
| 3    | Lucas Campana       | San Martín (SJ)        | 2    |
| 3    | Joaquín Molina      | Tristán Suárez         | 2    |